# حارة بير قيس (صنعاء)
بير قيس هي إحدى حارات حي القابل بمدينة الروضة شمال العاصمة اليمنية "صنعاء"، بلغ تعداد سكانها 161 نسمة حسب تعداد اليمن لعام 2004.